# Liste von Kunstwerken im öffentlichen Raum in Bolligen
Dies ist eine Liste von Kunstwerken im öffentlichen Raum in Bolligen. Sie beinhaltet öffentlich zugängliche Kunstwerke in Bolligen (Kanton Bern, Schweiz).
| Foto                                                                              |                 | Objekt                                                                            |  | Typ                    |  |                 | Teil von                     | Standort                     | Künstler                                      | Datierung | Beschreibung                                                                      |
| --------------------------------------------------------------------------------- | --------------- | --------------------------------------------------------------------------------- |  | ---------------------- |  | --------------- | ---------------------------- | ---------------------------- | --------------------------------------------- | --------- | --------------------------------------------------------------------------------- |
| Der vierte Steg                                                                   | Datei hochladen | Der vierte Steg                                                                   |  |                        |  |                 | Bahnhof Bolligen             | Bolligenstrasse ·            | Lang/Baumann (Sabina Lang und Daniel Baumann) | 2009      |                                                                                   |
| Trojanisches Pferd                                                                | Datei hochladen | Trojanisches Pferd                                                                |  | Skulptur               |  |                 | Schulanlage Lutertal         | Lutertalstrasse 52 ·         | Walter Vögeli                                 | 1977      |                                                                                   |
| Kugel                                                                             | Datei hochladen | Kugel                                                                             |  | Skulptur, Kreiselkunst |  | Verkehrskreisel |                              | Sternenplatz ·               |                                               | ca. 2017  | Kugelförmiges Objekt in der Mitte des Kreisels                                    |
| Windpendel                                                                        | Datei hochladen | Windpendel                                                                        |  | Skulptur               |  |                 | Oberstufenzentrum Eisengasse | Eisengasse ·                 | Werner Witschi                                | 1969      | Stahl                                                                             |
| Arche Noah                                                                        | Datei hochladen | Arche Noah                                                                        |  | Relief                 |  |                 | Schulhaus Ferenberg          | Ferenberg 505 ·              | Marcel Perincioli                             | 1968      |                                                                                   |
| Offene Gemeinde                                                                   | Datei hochladen | Offene Gemeinde                                                                   |  | Skulptur               |  |                 | Kirchgemeindehaus Bolligen   | Kirchstrasse 10-12 ·         | Marcel Perincioli                             | 1966      | Bronzeplastik                                                                     |
| Betonplastik                                                                      | Datei hochladen | Betonplastik                                                                      |  | Skulptur Beton         |  |                 | Oberstufenzentrum Eisengasse | Eisengasse ·                 | Marcel Perincioli                             | 1969      | Betonplastik                                                                      |
| Freiheit, Gleichheit und Brüderlichkeit, werweissend wohin sie nun fliegen sollen | Datei hochladen | Freiheit, Gleichheit und Brüderlichkeit, werweissend wohin sie nun fliegen sollen |  | Skulptur               |  |                 |                              | A1 Autobahnbrücke Grauholz · | Hans Thomann                                  | 1998      |                                                                                   |
| Eisenplastik                                                                      | Datei hochladen | Eisenplastik                                                                      |  | Relief Eisen           |  |                 | Bahnhof Bolligen             | Bolligenstrasse 90 ·         | Walter Baumann                                | ca. 2010  |                                                                                   |
| Jubilate                                                                          | Datei hochladen | Jubilate                                                                          |  | Relief Eisen           |  |                 | Kirchgemeindehaus Bolligen   | Kirchstrasse 10-12 ·         | Werner Witschi                                | 1966      | Eisenrelief                                                                       |
| Relief                                                                            | Datei hochladen | Relief                                                                            |  | Relief Eisen           |  |                 |                              | Eisengasse 7 ·               | Heiner Bauer                                  | unbekannt | Eisenrelief                                                                       |
| BW                                                                                | Datei hochladen | Denkmal an die Nähnadel                                                           |  | Skulptur Eisen         |  |                 | Sendeturm Bern-Bantiger      | Bantiger ·                   | Carlo E. Lischetti                            | 1997      | Skulptur in Form einer Nähnadel, platziert zuoberst auf der Spitze des Sendeturms |